# ساترلند، نیوساوت ولز
ساترلند (به انگلیسی: Sutherland) یک حومه شهر در استرالیا است که در سیدنی واقع شده‌است.